# Ринг (фильм, 1973)
«Ринг» — советский детектив режиссёра Виллена Новака. Премьера фильма состоялась 3 декабря 1973 г.

## Описание сюжета
Боксёрское сообщество торжественно провожает своего товарища пятикратного чемпиона СССР, Европы, Олимпиады, заслуженного мастера спорта Петра Исаева, решившего закончить карьеру. Он провёл 296 поединков, 283 из них выиграл.
Спустя пять лет майор милиции Пётр Исаев расследует дело о нападении на инкассатора. Безоружный преступник могучим ударом оглушил потерпевшего, а заодно отправил в нокаут двоих солдат, которые бросились за ним в погоню. Инкассатор, разбивший голову при падении, умирает в больнице. Допросив солдат Исаев понимает, что судя по технике ударов преступник — опытный боксёр. Поиски преступника не дают результата. Исаев решает принять участие в первенстве города, рассчитывая, что его возвращение станет сенсацией и привлечёт грабителя на зрелище. Его бывший тренер Островидов с негодованием воспринимает эту новость, но всё же становится тренером-секундантом Исаева. Солдаты вместе с милиционерами присутствуют в зале.
Годы после ухода из профессионального спорта дают о себе знать, и Исаеву нелегко биться с более молодыми соперниками. Исаев с трудом выигрывает по очкам первый поединок с кандидатом Юрием Фроловым (СО «Буревестник»), отправив его в нокдаун. Следующий поединок с мастером спорта Сергеем Силиным (СО «Трудовые резервы») Исаев едва не проигрывает, побывав в нокдауне. Однако ему удаётся нокаутировать своего напористого противника. Исаев с разбитой бровью выходит на восходящую звезду, мастера спорта Владимира Смирнова (СО «Спартак»). Тренер настаивает, чтобы Исаев снялся с боя, иначе его вынесут с ринга. Тем не менее Исаев решает выйти на ринг. Товарищи Исаева — бывшие боксёры — требуют от него объяснений, он открывается им, они решают помочь милиции. Солдаты замечают в толпе зрителей преступника, коллеги сообщают об этом Исаеву. Исаев идёт ва-банк, пытаясь в неистовой атаке сокрушить противника. Однако Смирнов умело защищается, переходит в атаку и нокаутирует Исаева. После соревнования милиция и товарищи Исаева задерживает преступника.

## В ролях
- Александр Пороховщиков — Пётр Исаев
- Евгений Лебедев — Виталий Иванович Островидов, тренер
- Юрий Родионов — майор Круглов
- Галина Польских — Наташа
- Николай Гринько — Хромченко
- Майя Булгакова — Мария Васильевна Федякина
- Слава Гриценко — сын Исаева
- Дмитрий Франько — Попов
- Владимир Волков — Виктор Валов
- Георгий Дрозд — Валентин Седов
- Вячеслав Жариков — Пухов
- Александр Новосёлов — Ваня Петров
- Михаил Крамар — эпизод

## Съёмочная группа
- Режиссёр-постановщик: Вилен Новак
- Сценарист: Николай Леонов
- Оператор: Александр Полынников
- Композитор: Владимир Дашкевич
- Художник-постановщик: Муза Панаева

## Критика
Киновед Э. М. Лындина посчитала, что детективный сюжет фильма — это только фон для раскрытия «трудного» характера главного героя. Верным ей показался выбор на главную роль Пороховщикова, который изображает скрытую за сдержанностью уязвимость.